# تحدي الأقوياء (فلم)
تحدي الأقوياء  فيلم جريمة، تشويق وإثارة مصري للمخرج أحمد السبعاوي عام 1980 من تأليف حمدي البدوي الذي أشترك في كتابة السيناريو والحوار مع بهجت قمر. الفيلم من بطولة نور الشريف، سهير رمزي، حسين فهمي، إبراهيم عبد الرازق  وتدور الأحداث حول تاجر المخدرات رشدي وصراعه الدائم مع ضابط مكافحة المخدرات أحمد لطفي والنهاية المحتومة.
صدر الفيلم إلى دور العرض المصرية في 11 أغسطس 1980. الموافق لعيد الفطر 1400 هـ.
منح موقع قاعدة بيانات الأفلام العربية "السينما.كوم" الفيلم درجة 5.5/ 10.

## طاقم التمثيل
نور الشريف: في دور رشدي عبد الرحمن
سهير رمزي: في دور سلمى
حسين فهمي: في دور أحمد لطفي (ضابط شرطة مكافحة المخدرات)
إبراهيم عبد الرازق: في دور مختار (صديق رشدي)
آمال رمزي: في دور علوية (زوجة أحمد لطفي)
أحمد خميس: رئيس مباحث المخدرات
أحمد راتب: في دور الدكش (تاجر المخدرات)
عفاف رشاد: في دور روزيتا (مساعدة رشدي)
وحيد سيف: في دور فاعل خير
سعيدة جلال: في دور مشيرة (مساعدة رشدي)
نعيم عيسى: في دور مشتري المخدرات
حمدي يوسف: في دور مدحت بيه (رئيس جمعية الصدقة والإحسان)
نبيل الدسوقي: في دور الدكتور كامل (المتخصص في الجراحات الغير شرعية)
سمير فريد: في دور عثمان (سائق الدكتور كامل)
رشوان مصطفى: في دور موظف شركة تقسيم الأراضي
قاسم الدالي: في دور هنداوي
علي عزب: في دور الضابط رؤوف
نجلاء سامي: في دور الراقصة
طروب: في دور المطربة 

## أحداث الفيلم
يعيش رشدي عبد الرحمن (نور الشريف) وصديقه مختار (إبراهيم عبد الرازق) في فقر مدقع، وتموت أم رشدي ويرضع الإثنين من ثدي أم مختار. يتجه رشدي إلى تجارة المخدرات، ويطلق على نفسه لقب "المعلم السبع" ويتبعه مختار الذي يقوم بدور الوسيط بينه وبين التجار. يفتتح رشدي شركة تقسيم للأراضي، ليغسل أموال المخدرات، ويقوم بتقديم الرشاوي للمسئولين، ويصبح واسع الثراء. يكتشف رشدي أن تجار المخدرات الدكش (قاسم الدالي) وهنداوي (أحمد راتب) قد باعاه للضابط أحمد لطفي (حسين فهمي)، ويتمكن من الاستيلاء على أموالهم، ويحبسهم في الزريبه، ويشعل النيران في المنزل، ثم يستولى على سيارة الشرطة ويلوذ بالفرار. تصادفه الفلاحة سلمى (سهير رمزي) يطاردها ابن زوجها، فيصطحبها في سيارة الشرطة وهي تظنه ضابط شرطة، وتخبره أن زوجها العجوز قتل رجلا، فوشت به لدى العمدة، وتم القبض عليه، ويطاردها الآن ابن زوجها للإنتقام منها. يحاول رشدي التخلص من سلمى ولا يفلح فيتركها بمنزله الريفي المنعزل، رغم اعتراض صديقه مختار، ويتابع عمله في شركة تقسيم الأراضى. يعتبر الضابط لطفي، ماحدث إهانة شخصية، ويصمم أن يقبض على السبع الذي لا يعرف شكله، ويستعين بالدكش وهنداوي للإيقاع بالسبع، بعد أن وعدهم بإعادة أموالهم التي استولى عليها السبع. يخشى رئيس المباحث (أحمد خميس)، من اندفاع الضابط أحمد لطفي، ويحاول إعفاءه من المهمة، ولكن لطفى يصمم على الاستمرار، ويستعير مبلغا من الداخلية، كطعم للسبع بالتعامل معه في شراء المخدرات منه. يتمكن لطفي من مقابلة السبع متنكرا مع الدكش وهنداوي، ويكون السبع أيضا متنكرا. يتفق رشدي معهم بتسليم البضاعة، عند سفح الهرم، ويتفق مع مساعدته مشيرة (سعيدة جلال) سيدة السياحة، على إقامة حفل لمجموعة من السياح عند الهرم، حيث يتمكن من خداع الدكش وهنداوي، ويستولى على حقيبة النقود ويهرب بها. يصاب رئيس المباحث بصدمة، بعد ضياع أموال الداخلية، ولكن يتقدم له فاعل خير (وحيد سيف) وهو يحمل لهم حقيبة المال، التي أرسلها لهم رشدي. يلتقي رشدي مع المشتري (نعيم عيسى)، ويواعده في سباق الخيل بالجزيرة، ويعلم أحمد لطفي بالموعد، ويستعين رشدي بمساعدته روزيتا (عفاف رشاد)، التي تسلم حقيبة المخدرات للمشتري، وتتسلم حقيبة النقود. يحاول أحمد لطفي، بمساعدة الضابط رؤوف (على عزب)، القبض على الجميع ولكن رشدي يفر ويناله رصاصة في كتفه. يتمكن مختار من إحضار الدكتور كامل (نبيل الدسوقي) المتخصص في الجراحات الغير شرعية، ويستخرج الرصاصة. تقترب سلمى أكثر من رشدي ويحبها ويفكر في إعتزال تجارة المخدرات، ويعد سلمى برفع قضية لتطليقها من زوجها المسجون، ولكن الظروف لا تساعده ويتمكن أحمد لطفي، في النهاية، من القبض عليه.

## روابط خارجية
- مقالات تستعمل روابط فنية بلا صلة مع ويكي بيانات